# 中村町 (横浜市)
中村町（なかむらちょう）は、神奈川県横浜市南区の地名。現行行政地名は中村町1丁目から中村町5丁目（字丁目）。住居表示未実施区域。

## 地理
南区の東部に位置し、1丁目の南に唐沢、2丁目の南に平楽、3丁目の南に八幡町、4丁目の南に山谷、5丁目の南に磯子区上町、5丁目の西に堀ノ内町と睦町、3・4丁目の北に浦舟町、2丁目の北に万世町、1丁目の北に中区三吉町、1丁目の東に中区石川町と中区打越と接している。

### 地価
住宅地の地価は、2025年（令和7年）1月1日の公示地価によれば、中村町1丁目9番5の地点で25万8000円/m²、中村町5丁目310番6外の地点で23万5000円/m²となっている。

## 歴史

### 沿革
かつて横浜市編入する前のこの場所は、久良岐郡中村の一部であった。
- 1901年（明治34年）4月1日 - 横浜市に編入。横浜市中村町となる[8]。
- 1927年（昭和2年）10月1日 - 横浜市の区制施行に伴い、中区を新設。横浜市中区中村町となる[9]。
- 1933年（昭和8年）4月1日 - 中村町の一部を大平町へ編入[10]。
- 1935年（昭和10年）7月1日 - 堀ノ内町、石川仲町、磯子区丸山町の各一部を中村町に編入。中村町の一部を山手町、打越、睦町、唐沢、平楽、東蒔田町、山谷、八幡町へ編入[11]。
- 1943年（昭和18年）12月1日 - 南区の新設により、横浜市南区中村町となる[12]。
- 1967年（昭和42年）9月6日 - 中村町の一部を睦町へ編入[13]。
- 1969年（昭和44年）10月1日 - 行政区再編成により、南区を再配置。横浜市南区中村町となる[14]。

## 世帯数と人口
2025年（令和7年）6月30日現在（横浜市発表）の世帯数と人口は以下の通りである。
| 丁目        | 世帯数    | 人口    |
| ----------- | --------- | ------- |
| 中村町1丁目 | 830世帯   | 1,250人 |
| 中村町2丁目 | 771世帯   | 1,290人 |
| 中村町3丁目 | 1,124世帯 | 1,542人 |
| 中村町4丁目 | 1,352世帯 | 2,103人 |
| 中村町5丁目 | 987世帯   | 1,546人 |
| 計          | 5,064世帯 | 7,731人 |

### 人口の変遷
国勢調査による人口の推移。
| 年                 | 人口  |
| ------------------ | ----- |
| 1995年（平成7年）  | 9,231 |
| 2000年（平成12年） | 8,778 |
| 2005年（平成17年） | 8,107 |
| 2010年（平成22年） | 7,942 |
| 2015年（平成27年） | 7,639 |
| 2020年（令和2年）  | 7,633 |

### 世帯数の変遷
国勢調査による世帯数の推移。
| 年                 | 世帯数 |
| ------------------ | ------ |
| 1995年（平成7年）  | 3,858  |
| 2000年（平成12年） | 4,084  |
| 2005年（平成17年） | 4,027  |
| 2010年（平成22年） | 4,048  |
| 2015年（平成27年） | 4,078  |
| 2020年（令和2年）  | 4,249  |

## 学区
市立小・中学校に通う場合、学区は以下の通りとなる（2024年11月時点）。
| 丁目        | 番・番地等 | 小学校             | 中学校             |
| ----------- | ---------- | ------------------ | ------------------ |
| 中村町1丁目 | 全域       | 横浜市立石川小学校 | 横浜市立平楽中学校 |
| 中村町2丁目 | 全域       | 横浜市立石川小学校 | 横浜市立平楽中学校 |
| 中村町3丁目 | 全域       | 横浜市立中村小学校 | 横浜市立平楽中学校 |
| 中村町4丁目 | 全域       | 横浜市立中村小学校 | 横浜市立平楽中学校 |
| 中村町5丁目 | 全域       | 横浜市立中村小学校 | 横浜市立平楽中学校 |

## 事業所
2021年（令和3年）現在の経済センサス調査による事業所数と従業員数は以下の通りである。
| 丁目        | 事業所数  | 従業員数 |
| ----------- | --------- | -------- |
| 中村町1丁目 | 35事業所  | 240人    |
| 中村町2丁目 | 29事業所  | 173人    |
| 中村町3丁目 | 49事業所  | 615人    |
| 中村町4丁目 | 37事業所  | 675人    |
| 中村町5丁目 | 24事業所  | 305人    |
| 計          | 174事業所 | 2,008人  |

### 事業者数の変遷
経済センサスによる事業所数の推移。
| 年                 | 事業者数 |
| ------------------ | -------- |
| 2016年（平成28年） | 159      |
| 2021年（令和3年）  | 174      |

### 従業員数の変遷
経済センサスによる従業員数の推移。
| 年                 | 従業員数 |
| ------------------ | -------- |
| 2016年（平成28年） | 1,546    |
| 2021年（令和3年）  | 2,008    |

## 施設
- 横浜市立中村小学校
- 横浜市立石川小学校
- 中村地区センター[24]
- 神奈川県警察中村町分庁舎

## 経済

### 地主
『日本紳士録』によると、中村の地主は田辺がいた。

## 出身・ゆかりのある人物
- 田辺晃（地主[25]、貸地業、東土地合名会社代表社員、神奈川県多額納税者）
- 田辺郷左衛門[25]（地主、貸地業、神奈川県多額納税者、神奈川県会議員、横浜市会議員）
- 田辺徳五郎（神奈川県多額納税者、衆議院議員、横浜市会議長、都南貯蓄銀行頭取）
- 田辺佐太郎（地主[25]、土木建築請負業[26]）
- 田辺文七（地主）[25]

## その他

### 日本郵便
- 郵便番号 : 232-0033[3]（集配局：横浜南郵便局[27]）

### 警察
町内の警察の管轄区域は以下の通りである。
| 丁目        | 番・番地等 | 警察署   | 交番・駐在所 |
| ----------- | ---------- | -------- | ------------ |
| 中村町1丁目 | 全域       | 南警察署 | 八幡町交番   |
| 中村町2丁目 | 全域       | 南警察署 | 八幡町交番   |
| 中村町3丁目 | 全域       | 南警察署 | 八幡町交番   |
| 中村町4丁目 | 全域       | 南警察署 | 中村橋交番   |
| 中村町5丁目 | 全域       | 南警察署 | 中村橋交番   |